# The Dark Horse (film, 1932)
Pour les articles homonymes, voir The Dark Horse.
Pour plus de détails, voir Fiche technique et Distribution.
The Dark Horse est un film américain réalisé par Alfred E. Green, sorti en 1932.

## Synopsis
Rien ne va plus dans le Parti Progressiste américain. Son comité est bien ennuyé par son candidat, Zachary Hicks, qui se rêve gouverneur. Car il est tout simplement l'homme le plus bête que la Terre ait portée. Kay Russell, la secrétaire du parti, engage son petit ami Hal, un directeur de campagne et conseiller en communication, pour améliorer son image et pour le faire élire. 

## Fiche technique
- Titre original et français : The Dark Horse
- Réalisation : Alfred E. Green
- Scénario : Darryl F. Zanuck, Wilson Mizner et Joseph Jackson
- Photographie : Sol Polito
- Montage : George Marks
- Production : Samuel Bischoff, Hal B. Wallis et Darryl F. Zanuck
- Pays d'origine : États-Unis
- Format : Noir et blanc - 1,37:1 - Mono
- Genre : Comédie
- Durée : 75 minutes
- Date de sortie : 1932

## Distribution
- Warren William : Hal Samson Blake
- Bette Davis : Kay Russell
- Guy Kibbee : Zachary Hicks
- Vivienne Osborne : Maybelle Blake
- Frank McHugh : Joe
- Sam Hardy : Mr. Black
- Harry Holman : Mr. Jones
- Charles Sellon : Mr. Green
- Robert Emmett O'Connor : shérif
- Berton Churchill : William A. Underwood
- Robert Warwick : Mr. Clark
- Louise Beavers : Levinnia, Kay's Maid (non crédité)
- Wilfred Lucas : Debate Chairman (non crédité)
- Paul Panzer : Delegate Telephoning (non crédité)
- Jim Thorpe : Blackfeet Indian Chief (non crédité)